# 이반 3세
이반 3세 벨리키(러시아어: Иван III Великий)는 (1440년 1월 22일 ~ 1505년 10월 27일)는 
모스크바 및 전 루스의 대공(러시아어: Великий князь всея Руси)이다. 모스크바 대공으로서 노브고로드 공화국과 트베리 대공국을 비롯한 여러 루스 공국을 쳐서 영토를 확장했으며 북동 루스를 통일하였다. 이반 3세의 시대에 드디어 모스크바는 킵차크 칸국의 지배에서 벗어났으며 훗날 러시아 제국이 되는 모스크바 대공국의 기초를 닦았다. 마지막 동로마 황제 콘스탄티노스 11세의 조카딸 소피아 팔라이올로기나와 결혼하여 모스크바를 동로마 제국의 후계자인 제3의 로마로 칭하고, 비잔티움 문화를 받아들여 모스크바 문화 발전의 바탕이 되게 하였다.

## 생애
초기에는 노브고로드 공화국과 트베리 대공국을 비롯한 루스 제공국을 병합하여 루스 통일을 강력히 추진했다. 1480년 킵차크 한국에서 독립하여 러시아는 240년간에 걸친 타타르의 멍에에서 벗어났다. 그는 1472년 동로마 제국 최후의 황제 질녀인 소피아와 결혼했는데 이것을 계기로 비잔티움식의 전제주의가 모스크바에 유입되어 모스크바의 대공은 동로마 제국의 후계자 및 정교회의 옹호자를 자처하며, 로마 황제의 쌍두 수리를 러시아의 문장으로 하여 모스크바는 '제3의 로마'로서 러시아 정교회를 형성하였다.
그는 교회의 신성 불가침을 확인하였으며, 왕권신수설을 주장하였다. 1497년 농노화로서의 길을 열고, 소지주 사족에게 노동력을 보증하였다.
이 시대에 모스크바에도 공업 및 농업의 발전이 보였고, 루스의 통일은 이를 배경으로 하는 것이었는데 영국, 프랑스와는 반대로 모스크바의 농민은 이 무렵부터 토지에 얽매여서 농노제가 강화되었다.